# Branislav Dzunić
Branislav Dzunić (Jugoszlávia, 1964. május 30. –) szerb–magyar kettős állampolgár, kosárlabdaedző.

## Életrajza
Harmadéves matematika szakos hallgató volt, amikor úgy döntött, hogy a profi kosárlabdát választja. Az irányító és hátvéd poszton bevethető Dzunić 1989-ben a Kolubara csapatánál kezdte meg pályafutását mint játékos. 1993-ban a háború miatt Magyarországra, Zalaegerszegre igazolt. A Szombathelyen is megforduló játékos, nem tervezte, hogy hosszú ideig az országban marad, 2001-ben azonban a Kaposvár hívta, ahol bajnoki címet szerzett. 2005-ben, sérülésekkel bajlódva, itt fejezte be sportolói pályafutását. Negyvenévesen hagyta abba profi kosárlabdázói karrierjét, azonban a sporttól továbbra sem maradt távol. Tudatosan készült az edzői pályára.

## Átlaga
- 2001/2002 Klíma Vill: 25.2 pontátlag, 3.8 lepattanó, 2.5 gólpassz (20 mérkőzés)
- 2002/2003 Klíma Vill: 18.2 pontátlag, 2.6 lepattanó, 1.9 gólpassz (20 mérkőzés)
- 2003/2004 Kaposvári KK: 5.3 pontátlag, 1.5 lepattanó, 0.7 gólpassz (6 mérkőzés)
- 2004/2005 Kaposvár: 12.0 pontátlag, 3.0 lepattanó, 0.0 gólpassz (1 mérkőzés)[3]

Egyéni rekord: 53 pont (ZTE–Paks találkozón).

## Nemzetközi mérkőzések
- Radivoj Korac Kupa: 94 (ZTE), 95 (ZTE), 96 (ZTE)
- Korac Kupa: 97 (ZTE), 99 (Falco), 00 (Kaposvár)
- FIBA Europe Regional Challenge Kupa: 03 (Kaposvár)
- FIBA Europe Kupa: 04 (Kaposvár)
- FIBA Europe League: 05 (Kaposvár)[4]

## Klubjai
Játékosként:
- 1989-1990 Kolubara
- 1990-1992 Celik Zenica
- 1992-1993 Kosovo Polje
- 1993-1998 ZTE
- 1998-2001 Falco
- 2001-2005 Kaposvár[5]

Edzőként:
- 2005-2006 ZTE KK
- 2006-2007 Klima-Vill Kaposvár SE
- 2007-2008 Gunaras KC Dombóvár
- 2008-2009 Kaposvári KK, Jan.09 Atomerőmű SE Paks
- 2009-2010 Atomerőmű SE Paks, távozott Feb. 10
- 2010-2011 Alba Fehérvár (MB: 2, MK: 2)
- 2011-2012 Alba Fehérvár (MB: 3, MK:)
- 2012-2013 Alba Fehérvár (MB: 1, MK: 1)
- 2013-2014 Atomerőmű SE Paks (MB: 2, MK: 2)
- 2014-2015 Atomerőmű SE Paks (MB: 3, MK: 3)
- 2015-jelenleg Alba Fehérvár

(* MB=Magyar Bajnokság, MK: Magyar Kupa, kettőspont után az elért helyezés.)

## Sikerei
Játékosként:
- magyar bajnok (2004: Kaposvár)
- 4x magyar bajnoki - 2. (1994,1995: ZTE, 1999: Falco, 2003: Kaposvár)
- 2x magyar bajnoki - 3. (1997: ZTE, 2000: Falco)
- 2x Magyar Kupa-győztes (1996: ZTE, 2004: Kaposvár)

Edzőként:
- Magyar válogatott vezetőedzője (10-11)
- Magyar bajnok - (09, 13)
- Magyar bajnoki - 2. (09, 10, 11, 12)
- Magyar bajnokság döntő - (12)
- Magyar Kupa Döntős - (11,13)
- Magyar Kupa elődöntő - (12)
- All-Star edző - (11)[6]